# Flughafen Badajoz

i8
i11
i13
Der Flughafen Badajoz (spanisch Aeropuerto de Badajoz, IATA-Code: BJZ, ICAO-Code: LEBZ) ist ein spanischer Flughafen, der durch den staatlichen Flughafenbetreiber Aena betrieben wird. Der Flughafen wird als Base Aérea de Talavera la Real auch von der spanischen Luftwaffe genutzt. Die zugeordnete Stadt Badajoz liegt etwa 13 Kilometer westlich.

## Geschichte
Die Geschichte des Flughafens reicht bis in die 1930er Jahre zurück, als das Aeródromo Las Bardocas zwischen den Flüssen Gévora und Guadiana entstand. Während des Spanischen Bürgerkrieges ab 1937 und der Zeit danach diente der Platz der elementaren Flugschulung der spanischen Luftwaffe. Auch die deutsche Legion Condor nutzte zeitweilig den Platz.
Später wurde ein neuer Standort gesucht, und Anfang der 1950er Jahre begannen die Arbeiten auf dem heutigen Gelände. Der Schulflugbetrieb der Escuela de Reactores begann 1953. Kurz darauf, nachdem die Anlagen erweitert wurden, konnte der Flughafen ab 1958 auch Zivilflüge abfertigen.
Die Aufnahme einer ersten Linienverbindung verzögerte sich bis zum Start der Linie nach Madrid am 14. Juli 1976 jedoch um mehrere Jahre. Wegen Komplikationen zwischen Militär- und Zivilbetrieb auf einem Vorfeld errichtete man von 1980 bis 1983 einen eigenen Zivilbereich, der aber erst mit dem Flugplanwechsel 1990, der Badajoz eine zweimal tägliche Madrid-Verbindung und zweimal wöchentliche Barcelona-Verbindung brachte, in Betrieb genommen wurde.
Wegen stark wachsender Passagierzahlen und Flugverbindungen entschloss man sich zum Ausbau des Zivilbereiches, der im Juli 2010 abgeschlossen wurde. Die Terminalfläche wurde auf 4400 Quadratmeter verdoppelt, das Vorfeld von 17.000 auf 35.000 Quadratmeter verdoppelt, sowie die Anzahl der Stellplätze für PKW auf 222 gesteigert.

## Militärische Nutzung
Als Militärflugplatz dient Talavera als Schulbasis und ist Heimat des Ala 23 (span. Flügel, ein Geschwader) mit den Escuadróns 231 und 232 . Schwerpunkt bildet das Fortgeschrittenentraining, wozu beide Staffeln seit 1970 mit der F-5 ausgerüstet sind.
Hinzu kommt seit 2019 eine dritte Staffel, die Escuadrón 233, die Drohnen des Typs General Atomics MQ-9 (NR-05) nutzt.

## Flughafenanlagen

### Start- und Landebahn
Der Flughafen Badajoz verfügt über eine Start- und Landebahn. Sie trägt die Kennung 13/31, ist 2.852 Meter lang, 60 Meter breit und hat einen Belag aus Asphalt.

### Passagierterminal
Das Passagierterminal des Flughafens hat eine Kapazität von 300.000 Passagieren pro Jahr. Es ist mit drei Flugsteigen ausgestattet.

## Fluggesellschaften und Ziele
Air Nostrum fliegt ab Badajoz nach Barcelona El-Prat und Madrid-Barajas, während Binter Canarias nach Gran Canaria fliegt.

## Verkehrszahlen
| Jahr  | Fluggastaufkommen | Luftfracht (Tonnen) | Flugbewegungen |
| ----- | ----------------- | ------------------- | -------------- |
| 2024* | 91.352            | 0,000               | 3.446          |
| 2023  | 80.254            | 0,000               | 3.125          |
| 2022  | 65.806            | 0,000               | 2.715          |
| 2021  | 42.175            | 0,000               | 1.887          |
| 2020  | 29.999            | 0,000               | 1.644          |
| 2019  | 75.416            | 0,000               | 2.880          |
| 2018  | 52.068            | 0,000               | 1.985          |
| 2017  | 49.304            | 0,000               | 1.865          |
| 2016  | 32.963            | 0,000               | 1.563          |
| 2015  | 22.370            | 0,000               | 1.525          |
| 2014  | 39.600            | 0,000               | 1.838          |
| 2013  | 29.112            | 0,000               | 1.414          |
| 2012  | 65.642            | 0,000               | 2.283          |
| 2011  | 56.981            | 0,000               | 2.957          |
| 2010  | 61.179            | 0,000               | 3.411          |
| 2009  | 75.351            | 0,000               | 3.783          |
| 2008  | 81.010            | 0,000               | 4.033          |
| 2007  | 91.585            | 0,080               | 4.181          |
| 2006  | 80.464            | 0,000               | 4.434          |
| 2005  | 72.966            | 0,000               | 4.451          |
| 2004  | 82.596            | 0,000               | 8.230          |
| 2003  | 66.522            | 0,019               | 10.374         |
| 2002  | 54.124            | 0,010               | 10.119         |
| 2001  | 54.229            | 0,000               | 3.143          |
| 2000  | 31.522            | 0,026               | 1.792          |

* 2024: Vorläufige Daten